# Nagayasu Honda
Nagayasu Honda (本田 長康?, Honda Nagayasu; 1906 – 26 novembre 1986) è stato un calciatore giapponese, di ruolo centrocampista.